# Линдонвил (Вермонт)
Линдонвил (енгл. Lyndonville) град је у америчкој савезној држави Вермонт.

## Демографија
По попису из 2010. године број становника је 1.207, што је 20 (-1,6%) становника мање него 2000. године.
| Група             | 2000.         | 2010.         |
| Белци             | 1.181 (96,3%) | 1.134 (94,0%) |
| Афроамериканци    | 4 (0,3%)      | 9 (0,7%)      |
| Азијати           | 13 (1,1%)     | 16 (1,3%)     |
| Хиспаноамериканци | 11 (0,9%)     | 25 (2,1%)     |
| Укупно            | 1.227         | 1.207         |